# Piłka nożna na Island Games 2013
Rozgrywki piłki nożnej na Island Games 2013 odbyły w dniach 14 – 18 lipca 2013 roku na Stadionie Narodowym Bermudów w Hamilton oraz Bermuda Athletics Association. Wzięło w nich udział 7 reprezentacji z 5 krajów.

## Kalendarz
| G | Faza grupowa | M2 | Mecz o 2. miejsce | M3 | Mecz o 3. miejsce | ½ | Półfinał | F | Finał |

| Data → Konkurencja ↓ | Nie 14 | Pon 15 | Wto 16 | Śro 17 | Czw 18 | Czw 18 |
| -------------------- | ------ | ------ | ------ | ------ | ------ | ------ |
| Turniej mężczyzn     | G      | G      |        | G      | M3     | F      |
| Turniej kobiet       | G      | G      | G      | M2     | F      | F      |

## Medaliści
| Konkurencja      | Złoto   | Srebro     | Brąz |
| Turniej mężczyzn | Bermudy | Grenlandia |      |
| Turniej kobiet   | Bermudy | Grenlandia |      |

## Tabela medalowa
Tabela medalowa przedstawiała się następująco:
| Klasyfikacja medalowa |            |       |        |      |       |
| Lp.                   | Kraj       | złoto | srebro | brąz | razem |
| 1.                    | Bermudy    | 2     | 0      | 0    | 2     |
| 2.                    | Grenlandia | 0     | 2      | 0    | 2     |
|                       | Razem      | 2     | 2      | 0    | 4     |